# Rudnîkî, Manevîci
Rudnîkî (în ucraineană Рудники) este localitatea de reședință a comunei Rudnîkî din raionul Manevîci, regiunea Volînia, Ucraina.

## Demografie
Componența lingvistică a localității Rudnîkî
     Ucraineană (99,86%)
     Alte limbi (0,14%)
Conform recensământului din 2001, majoritatea populației localității Rudnîkî era vorbitoare de ucraineană (99,86%), existând în minoritate și vorbitori de alte limbi.